# Ibrahim Babangida (futbolista)
Ibrahim Babangida  (Kaduna, Nigeria, 1 de agosto de 1976-Zaria, Nigeria, 9 de mayo de 2024) fue un futbolista nigeriano que jugó en la posición de extremo derecho. Era hermano de los también futbolistas Tijani y Haruna Babangida.

## Carrera

### Club
| Periodo   | Club                 |
| --------- | -------------------- |
| 1990-1991 | Bank of the North FC |
| 1992–1994 | Stationery Stores    |
| 1995–1997 | Katsina United FC    |
| 1997–2002 | FC Volendam          |

### Selección nacional
Babangida ganó con Nigeria la Copa Mundial de Fútbol Sub-17 de 1993 en Japón, selección con la que jugó cuatro partidos y anotó un gol.

## Muerte
El 9 de mayo de 2024 Babangida murió en un accidente de tráfico en Zaria, Nigeria a los 47 años. Otros ocupantes, incluyendo a su hermano Tijani, sobrevivieron al accidente.

## Logros

### Club
- Liga Premier de Nigeria (1): 1992

### Selección nacional
- Copa Mundial de Fútbol Sub-17 (1): 1993